# Domna (Kraj Zabajkalski)
Domna (ros. Домна) – wieś w Rosji, w Kraju Zabajkalskim, w rejonie czytyńskim. W 2010 liczyła 6686 mieszkańców.